# Přehled českých medailí na olympijských hrách v atletice
Přehled českých medailí na Letních olympijských hrách.

## Celkový přehled
| Rok      | Místo konání   | Zlatá medaile | Stříbrná medaile | Bronzová medaile | Celkem |
| -------- | -------------- | ------------- | ---------------- | ---------------- | ------ |
| LOH 1996 | Atlanta        | 1             | 0                | 2                | 3      |
| LOH 2000 | Sydney         | 1             | 1                | 0                | 2      |
| LOH 2004 | Athény         | 1             | 0                | 2                | 3      |
| LOH 2008 | Peking         | 1             | 0                | 0                | 1      |
| LOH 2012 | Londýn         | 1             | 0                | 1                | 2      |
| LOH 2016 | Rio de Janeiro | 0             | 0                | 1                | 1      |
| LOH 2020 | Tokio          | 0             | 1                | 1                | 2      |
| LOH 2024 | Paříž          | 0             | 0                | 1                | 1      |
| Celkem   |                | 5             | 2                | 8                | 15     |

## Podle medailí
| Rok      | Místo konání   | Atlet                     | Disciplína         | Výkon                     | Zlato         | Stříbro          | Bronz            |
| -------- | -------------- | ------------------------- | ------------------ | ------------------------- | ------------- | ---------------- | ---------------- |
| LOH 1996 | Atlanta        | Jan Železný               | hod oštěpem        | 88,16 m                   | Zlatá medaile |                  |                  |
| LOH 1996 | Atlanta        | Šárka Kašpárková          | trojskok           | 14,98 m                   |               |                  | Bronzová medaile |
| LOH 1996 | Atlanta        | Tomáš Dvořák              | desetiboj          | 8 664 bodů                |               |                  | Bronzová medaile |
| LOH 2000 | Sydney         | Jan Železný               | hod oštěpem        | 90,17 m                   | Zlatá medaile |                  |                  |
| LOH 2000 | Sydney         | Roman Šebrle              | desetiboj          | 8 606 bodů                |               | Stříbrná medaile |                  |
| LOH 2004 | Athény         | Roman Šebrle              | desetiboj          | 8 893 bodů                | Zlatá medaile |                  |                  |
| LOH 2004 | Athény         | Jaroslav Bába             | skok do výšky      | 234 cm                    |               |                  | Bronzová medaile |
| LOH 2004 | Athény         | Věra Cechlová-Pospíšilová | hod diskem         | 66,08 m                   |               |                  | Bronzová medaile |
| LOH 2008 | Peking         | Barbora Špotáková         | hod oštěpem        | 71,42 m – evropský rekord | Zlatá medaile |                  |                  |
| LOH 2012 | Londýn         | Barbora Špotáková         | hod oštěpem        | 69,55 m                   | Zlatá medaile |                  |                  |
| LOH 2012 | Londýn         | Zuzana Hejnová            | 400 metrů překážek | 53,38 s                   |               |                  | Bronzová medaile |
| LOH 2016 | Rio de Janeiro | Barbora Špotáková         | hod oštěpem        | 64,80 m                   |               |                  | Bronzová medaile |
| LOH 2020 | Tokio          | Jakub Vadlejch            | hod oštěpem        | 86,67 m                   |               | Stříbrná medaile |                  |
| LOH 2020 | Tokio          | Vítězslav Veselý          | hod oštěpem        | 85,44 m                   |               |                  | Bronzová medaile |
| LOH 2024 | Paříž          | Nikola Ogrodníková        | hod oštěpem        | 63,68 m                   |               |                  | Bronzová medaile |